# Розенталь (Гессен)
Розенталь (нім. Rosenthal) — місто в Німеччині, знаходиться в землі Гессен. Підпорядковується адміністративному округу Кассель. Входить до складу району Вальдек-Франкенберг.
Площа — 51,54 км2. Населення становить 2158 ос. (станом на 31 грудня 2020).